# Walikale
Walikale är ett territorium i Kongo-Kinshasa. Det ligger i provinsen Norra Kivu, i den östra delen av landet, 1 500 km öster om huvudstaden Kinshasa. Antalet invånare är 1 199 972. Arean är 23 475 kvadratkilometer.